# República Autónoma Socialista Soviética de Chechenia e Ingusetia
La República Autónoma Socialista Soviética de Chechenia e Ingusetia (del ruso: Чечено-Ингушская Автономная Советская Социалистическая Республика), fue una república autónoma de la antigua Unión Soviética dentro de la República Socialista Federativa Soviética de Rusia. Su capital era Grozni.
Según el censo de 1979, tenía un territorio de 19 300 km², con una población de 1 155 805 habitantes, de los que 611 405 eran chechenos, 134 744 ingusetios, y el resto  rusos y de otros grupos étnicos.

## Historia
En 1810, la Ingusetia histórica se unió voluntariamente a la Rusia Imperial, y en 1859 la Chechenia histórica fue anexada a Rusia, así, durante la larga Guerra del Cáucaso de 1817-1864.
Después de la revolución rusa de 1917, el 20 de enero de 1921, Chechenia e Ingusetia se unieron a la República Autónoma Socialista Soviética de la Montaña. La división de dicha República comenzó poco después de su formación, y su distrito checheno se independizó el 30 de noviembre de 1922 con el nombre de óblast autónomo checheno.  El 7 de julio de 1924, los restos de la RASS fueron divididos entre el óblast autónomo de Osetia del Norte y el óblast autónomo ingusetio.  El 15 de enero de 1934, los óblasts checheno e ingusios se unieron para formar el óblast autónomo Checheno-Ingusetio, que alcanzó la categoría de República Socialista el 5 de diciembre de 1936. 
Durante la Segunda Guerra Mundial, en 1942-1943 la república fue ocupada en parte por la Alemania nazi mientras que 40.000 chechenos lucharon en el Ejército Rojo. El 3 de marzo de 1944, bajo las órdenes de Stalin, la república se disolvió y su población deportada por la fuerza sobre las acusaciones de colaboración con los invasores y separatismo.
La república fue restaurada el 9 de enero de 1957 por Nikita Jrushchov.
En noviembre de 1990, la República emitió la declaración de su soberanía y en mayo de 1991, se pronunció una independiente República de Chechenia e Ingusetia, que posteriormente fue dividida en las repúblicas de Chechenia e Ingusetia. Hoy, ambos son sujetos federales de Rusia.

## Demografía
- Datos estadísticos

Fuente: Servicio Federal Ruso de Estadísticas Estatales
|      | Nacimientos | Muertes | Tasa de natalidad | Tasa de mortalidad |
| ---- | ----------- | ------- | ----------------- | ------------------ |
| 1970 | 22.651      | 6.075   | 21,2              | 5,7                |
| 1975 | 22.783      | 6.469   | 20,4              | 5,8                |
| 1980 | 24.291      | 7.711   | 20,7              | 6,6                |
| 1985 | 30.745      | 10.170  | 25.0              | 8.3                |
| 1990 | 31.993      | 11.039  | 28,2              | 9,7                |
| 1991 | 31.498      | 11.081  | 26,3              | 9,2                |
| 1992 | 28.875      | 10.666  | 23,1              | 8,5                |

- Grupos étnicos

|           | Censo de 19261  | Censo de 1939   | Censo de 1959   | Censo de 1970   | Censo de 1979   | Censo de 1989   | Censo de 2002 1   |
| --------- | --------------- | --------------- | --------------- | --------------- | --------------- | --------------- | ----------------- |
| Chechenos | 295.762 (61.4%) | 368.446 (52.9%) | 243.974 (34.3%) | 508.898 (47.8%) | 611.405 (52.9%) | 734.501 (57.8%) | 1.127.050 (71.7%) |
| Ingusios  | 70.084 (14.5%)  | 83.798 (12.0%)  | 48.273 (6.8%)   | 113.675 (10.7%) | 134.744 (11.7%) | 163.762 (12.9%) | 363.971 (23.2%)   |
| Rusos     | 78.196 (16.2%)  | 201.010 (28.8%) | 348.343 (49.0%) | 366.959 (34.5%) | 336.044 (29.1%) | 293.771 (23.1%) | 46.204 (2.9%)     |
| Otros     | 38.038 (7.9%)   | 43.761 (6.3%)   | 69.834 (9.8%)   | 74.939 (7.0%)   | 73.612 (6.4%)   | 78.395 (6.2%)   | 33.755 (2.1%)     |

1. Resultados combinados de Chechenia e Ingusetia